# Monestier-Merlines
Monestier-Merlines település Franciaországban, Corrèze megyében. Lakosainak száma 292 fő (2022. január 1.). Monestier-Merlines Eygurande, Feyt, Merlines, Bourg-Lastic és Messeix községekkel határos.

## Népesség
A település népességének változása:
| Lakosok száma | 887  | 693  | 515  | 317  | 319  | 326  | 299  | 284  | 282  | 292  |
|               | 1968 | 1982 | 1990 | 2006 | 2013 | 2015 | 2017 | 2019 | 2020 | 2022 |